# ジェームズ・ラビット
ジェームズ・アロイシアス・ラビット（James Aloiysius Rabbitt、1877年 - 1969年）は、明治時代にお雇い外国人として来日したアメリカ合衆国の技術者である。　

## 経歴・人物
コネティカット州の生まれ。1902年（明治35年）に来日し、F.W.ホーンの大阪支社に勤務し、同会社の補佐を務めた。後にアメリカ大使館に雇われ、名誉商務官となる。
1918年（大正7年）に発生したシベリア出兵による米騒動においては『米と社会政策』を執筆し、反乱の経過を執筆した。第二次世界大戦直前に一旦帰国し、戦後に再来日する。